# Kurt Lindner (Jagdwissenschaftler)
Kurt Lindner jr. (* 27. November 1906 in Sondershausen; † 17. November 1987 in Bamberg) war ein deutscher Unternehmer und Jagdhistoriker. Mehrere seiner Veröffentlichungen sind Standardwerke der Jagdliteratur.

## Leben und Wirken
Kurt Lindner kam 1906 als ältester Sohn des Unternehmers Kurt Lindner und dessen Ehefrau Margarethe Lindner, geborene Taubert, im thüringischen Sondershausen zur Welt. Sein Vater, ein Kommerzienrat und Jäger, leitete im nahen Jecha die von ihm übernommene Porzellanfabrik für elektrisches Zubehör (heute ELSO). In seiner Heimatstadt besuchte Lindner das humanistische Gymnasium. Bereits seit dieser Zeit war er als der älteste seiner Geschwister für die Firmennachfolge auserkoren, die er später auch antrat. Um sich auf diese Aufgabe vorzubereiten, nahm er ein Studium der Nationalökonomie auf. Während seiner Studienjahre in München, Frankfurt am Main, London und Berlin war er auch in den Fächern Philosophie und Geschichte eingeschrieben. Darüber hinaus bildete er sich in Vorlesungen der Forst- und Jagdwissenschaften, darunter bei Max Endres in München, weiter.
Die Jagd war die größte Leidenschaft Kurt Lindners – er selbst nannte sie einmal seine „wahre Geliebte“. Schon als kleines Kind hatte er seinen Vater bei der Jagd begleitet und das Waidwerk lieben gelernt. Seine wissenschaftliche Beschäftigung mit der Jagd begann, als er als Siebzehnjähriger die Jagdakten des kleinen Duodezfürstentums Schwarzburg-Sondershausen untersuchen durfte. Das Ergebnis war die 1924 erschienene Arbeit Beiträge zur Jagdgeschichte Schwarzburg-Sondershausens.
Nach seinem Studium wurde Lindner 1929 im Alter von knapp 23 Jahren mit der Untersuchung Die Realkreditversorgung der mittleren und kleinen Industrie nach der Währungserneuerung an der Universität Jena summa cum laude zum Dr. rer. pol. promoviert. Danach trat er in den väterlichen Betrieb ein.
Lindner heiratete am 8. Februar 1941 Eva König (1914–1995) und bekam mit ihr vier Kinder: Jutta, Dorothea, Kurt-Michael und Eva-Maria.
Der elterliche Betrieb ging nach Ende des Zweiten Weltkriegs unter: Am 11. März 1946 wurde er durch die sowjetische Besatzungsmacht demontiert und in mehr als 90 Eisenbahn-Waggons voll Werkzeugmaschinen in den Osten verbracht. Im Jahr 1948 folgte die Enteignung des Werkes seines Vaters und seines gesamten Privatvermögens. Die Familie Lindner zog mittellos nach Eggolsheim bei Forchheim, wo seit 1938 im nahen Bamberg ein Zweigbetrieb existierte. Der Sohn Kurt Lindner baute dort zusammen mit seinem Bruder Hans-Joachim Lindner eine elektrotechnische Fabrik auf. Diese Fabrik elektrischer Lampen und Apparate florierte bald, so dass ein Zweigwerk in Griechenland errichtet werden konnte. Bekannt waren unter anderem die 1955 von Wilhelm Wagenfeld für Lindner entworfenen „Wagenfeld-Leuchten“. Als erfolgreicher Unternehmer wurde Kurt Lindner in zahlreiche Wirtschaftsgremien berufen. Er war zudem Vorsitzender im Aufsichtsrat der Lindner GmbH, Vorstandsmitglied des Zentralverbandes der deutschen Elektroindustrie, hatte jahrelang einen Sitz im Aufsichtsrat der Hannover-Messe AG, und war stellvertretender Aufsichtsratsvorsitzender.
Seine Einkünfte ermöglichten es Lindner, über die Jahre eine umfangreiche Privatbibliothek zusammenzutragen, die er Bibliotheca Tiliana nannte. Sie enthielt zuletzt rund 12.000 Bücher und Handschriften aus mehreren Jahrhunderten, die alle mit der Jagd in Verbindung standen, und war damit eine der weltweit umfangreichsten Bibliotheken zu diesem Themenkomplex. Mit dem Büchersammeln hatte Lindner bereits während seiner Studienzeit begonnen, in der schon einige tausend Bände zusammengekommen waren. Ein Großteil dieser ersten Bibliothek war in den Nachkriegswirren nach Russland verschleppt worden. Die spätere Sammlung stellte Lindner dann 1977 mit der Ausstellung Bibliotheca Tiliana – Alte Jagdbücher aus aller Welt in der Herzog August Bibliothek in Wolfenbüttel der Öffentlichkeit vor. Da sich nach Lindners Tod im Jahr 1987 nach vielerlei Bemühungen auf Dauer keine Institution fand, die die umfangreiche Sammlung komplett ankaufen wollte, wurden die Bände in mehreren Auktionen zwischen 2003 und 2005 einzeln öffentlich versteigert. Der Sammlungszusammenhang ging damit verloren.
Kurt Lindner war nicht nur Buchliebhaber, sondern nutzte seine Sammlung für umfangreiche jagdhistorische Studien. Seine ursprünglich auf sechs Bände angelegte Geschichte des Weidwerks konnte Lindner allerdings nur zum Teil verwirklichen. Bereits 1937 veröffentlichte er als Band I Die Jagd in der Vorzeit und ließ 1940 mit Die Jagd im frühen Mittelalter Band II folgen. Beide Publikationen sind Standardwerke der Jagdliteratur. Während Band I bei Prähistorikern gute Aufnahme fand und auch ins Französische übersetzt wurde, lag die Bedeutung des zweiten Bandes vor allem in der erstmaligen Klärung manch rechtlicher Zusammenhänge, der Beleuchtung des Begriffes forestis sowie der systematischen Fundierung weiter Teile der Jagdtechnik. Das für die Veröffentlichung als dritter Band vorgesehene Manuskript Die Geschichte der Falknerei gelangte 1943 wegen der Papierknappheit nicht mehr in Druck und wurde ebenso wie die in weiten Teilen vorhandenen Manuskripte für die Bände IV bis VI  in den Wirren der Nachkriegszeit zusammen mit dem Großteil der Bücher Lindners nach Russland verschleppt, wo es seither als verschollen gilt. Lindner selbst unternahm in späteren Jahren keine Versuche mehr, seine Geschichte des Weidwerks in umfangreichen Gesamtbetrachtungen fortzusetzen.
Seit 1954 erschienen seine jagdhistorischen Untersuchungen in der von ihm herausgegebenen Reihe Quellen und Studien zur Geschichte der Jagd. Es war Lindner, der mit diesen Bänden bisher unaufgearbeitete Quellen aus der Antike, dem Mittelalter und den ersten neuzeitlichen Jahrhunderten der Wissenschaft und einer interessierten Leserschaft zugänglich gemacht hat. Lindners Veröffentlichungen erschienen seit 1937 zumeist bei dem wissenschaftlichen Fachverlag Walter de Gruyter.
Aufgrund seiner bedeutenden jagdwissenschaftlichen Leistungen verlieh ihm die Forstliche Fakultät der Universität Göttingen 1964 die Ehrendoktorwürde (Dr. forest. hc.). Ab 1980 war Lindner Honorarprofessor für Jagdkunde an der Forstlichen Fakultät in Göttingen.
Kurt Lindner starb am 17. November 1987 in Bamberg.

## Ehrungen
- 1964: Ehrendoktorwürde (Dr. forest. h. c.) der Universität Göttingen
- 1965: Mitgliedschaft der Königlichen Gustav-Adolfs-Akademie Uppsala
- 1970: DJV-Kulturpreis für sein literarisches Schaffen auf dem Gebiet der Jagdgeschichte und Jagdkultur
- 1972: Ehrenmitgliedschaft des Zentralverbands der Elektroindustrie
- 1972: Großes Bundesverdienstkreuz
- 1976: Bayerischer Verdienstorden
- 1983: Ehrenpräsidentschaft der Gesellschaft der Freunde der Herzog August Bibliothek in Wolfenbüttel

Ihm zu Ehren ist das „Kurt-Lindner-Haus“ in Wolfenbüttel benannt, das seit 1988 der „Gesellschaft der Freunde der Herzog August Bibliothek e. V.“ – deren erster Präsident Lindner gewesen war – gehört.

## Bibliotheca Tiliana
Bekannt war auch die von ihm zusammengetragene Bibliotheca Tiliana, eine rund 12.000 Bände umfassende Fachbibliothek aus Jagd- und Forstbüchern, die nach seinem Tod versteigert und deshalb wieder zerstreut wurde.

## Schriften (Auswahl)

### Eigene Werke
- Beiträge zur Jagdgeschichte Schwarzburg-Sondershausens. Sondershausen 1924.
- Die Realkreditversorgung der mittleren und kleinen Industrie nach der Währungserneuerung. Dissertation, Jena 1929.
- Die Jagd der Vorzeit (= Geschichte des Weidwerks. Band 1). Berlin/Leipzig 1937.
- Die Jagd im frühen Mittelalter (= Geschichte des Weidwerks. Band 2). Berlin 1940.
- Die deutsche Habichtslehre. Das Beizbüchlein und seine Quellen (= Quellen und Studien zur Geschichte der Jagd. Band 2). Berlin 1955; Neudruck ebenda 1964.
- Deutsche Jagdtraktate des 15. und 16. Jahrhunderts. 2 Bände. De Gruyter, Berlin 1959 (= Quellen und Studien zur Geschichte der Jagd. Band 5–6).
- Deutsche Jagdschriftsteller. Biographische und bibliographische Studien. Band 1 (= Quellen und Studien zur Geschichte der Jagd. Band 9). Berlin 1964.
- Queen Mary’s Psalter (= Die Jagd in der Kunst. []). Hamburg/Berlin 1966.
- Beiträge zu Vogelfang und Falknerei im Altertum (= Quellen und Studien zur Geschichte der Jagd. Band 12). Berlin / New York 1973, ISBN 3-11-004560-5.
- Geschichte und Systematik der Wolfs- und Fuchsangeln (= Institutionen för Allmän och Jämförande Etnografi vid Uppsala Universitet. Band 3). Uppsala 1975.
- Bibliographie der deutschen und der niederländischen Jagdliteratur von 1480–1850. Berlin / New York 1976, ISBN 3-11-006640-8.
- Jagd. Verteidigung einer Definition (= Homo venator. Band 1). Bonn 1978, ISBN 3-7749-1606-3.
- Weidgerecht. Herkunft, Geschichte und Inhalt (= Homo venator. Band 2). Bonn 1979, ISBN 3-7749-1691-8.
- Jagdwissenschaft. Standort und System einer Disziplin (= Homo venator. Band 5). Bonn 1982, ISBN 3-7749-1910-0.

### Als Herausgeber (und oft auch Übersetzer)
- Guicennas: De arte bersandi. Ein Traktat des 13. Jahrhunderts über die Jagd auf Rotwild, (Quellen und Studien zur Geschichte der Jagd, Band 1), Berlin 1954 (Lateinisch und deutsch).
- Die Lehre von den Zeichen des Hirsches, (Quellen und Studien zur Geschichte der Jagd, Band 3), Berlin 1956.
- Petrus de Crescentiis: Das Jagdbuch des Petrus de Crescentiis. In deutschen Übersetzungen des 14. und 15. Jahrhunderts (OT: Ruralia commoda), (Quellen und Studien zur Geschichte der Jagd, Band 4), Berlin 1957.
- Albertus Magnus: Von Falken, Hunden und Pferden. Deutsche Albertus-Magnus-Übersetzung aus der 1. Hälfte des 15. Jahrhunderts (OT: Liber de animalibus), 2 Bände, Berlin 1962.
- Ein Ansbacher Beizbüchlein aus der Mitte des 18. Jahrhunderts, (Quellen und Studien zur Geschichte der Jagd, Band 11), Berlin 1967.
- Das Jagdbuch des Martin Strasser von Kollnitz. Verlag des Kärntner Landesarchivs (Band 3), Klagenfurt 1976.
- Mitherausgeber der Reihe Homo venator. Schriften zur Geschichte und Soziologie der Jagd. Bonn 1978 ff.